# Gologorički Dol
 Gologorčki Dol  falu Horvátországban, Isztria megyében. Közigazgatásilag Cerovljéhez tartozik.

## Fekvése
Az Isztriai-félsziget közepén, Pazintól 10 km-re keletre, községközpontjától 5 km-re délkeletre egy völgyben fekszik.

## Története
A településnek 1880-ban 121, 1910-ben 164 lakosa volt. Lakói mezőgazdasággal és állattartással foglalkoztak 2011-ben 81 lakosa volt.

## Lakosság
| Lakosság változása | Lakosság változása | Lakosság változása | Lakosság változása | Lakosság változása | Lakosság változása | Lakosság változása | Lakosság változása | Lakosság változása | Lakosság változása | Lakosság változása | Lakosság változása | Lakosság változása | Lakosság változása | Lakosság változása | Lakosság változása |
| ------------------ | ------------------ | ------------------ | ------------------ | ------------------ | ------------------ | ------------------ | ------------------ | ------------------ | ------------------ | ------------------ | ------------------ | ------------------ | ------------------ | ------------------ | ------------------ |
| 1857               | 1869               | 1880               | 1890               | 1900               | 1910               | 1921               | 1931               | 1948               | 1953               | 1961               | 1971               | 1981               | 1991               | 2001               | 2011               |
| 0                  | 0                  | 121                | 131                | 140                | 164                | 0                  | 0                  | 155                | 141                | 124                | 116                | 100                | 87                 | 84                 | 81                 |